# Campionat d'Espanya d'handbol d'onze
El Campionat d'Espanya d'handbol a onze va ser una competició esportiva de clubs espanyols d'handbol, creat l'any 1942. De caràcter anual, estava organitzada per la Federació Espanyola d'Handbol. Hi participaven clubs d'handbol d'onze i disputaven els partits en camps de futbol. Degut a la creixent popularitat de l'handbol a set, fent servir instal·lacions de joc més reduïdes, així com la pèrdua d'espectacularitat i interès, va provocar la suspensió de la competició el 1960.
El dominador històric de la competició va ser el FC Barcelona amb sis títols.

## Historial
| En negreta = Equip guanyador (1) = Nombre de títols Nota: Noms dels equips segons l'època. |

| Edició | Temp.   | Data       | Campió              | Resultat | Subcampió            | Seu                            | refs   |
| ------ | ------- | ---------- | ------------------- | -------- | -------------------- | ------------------------------ | ------ |
| I      | 1941-42 |            | SEU Valladolid (1)  |          | FJ Águilas           |                                |        |
| II     | 1942-43 |            | BM San Fernando (1) |          | CD Amaikak Bat       |                                |        |
| III    | 1943-44 | 09-07-1944 | CD Esperanza (1)    | 3-2      | FC Barcelona         | Estadi d'Atotxa, Sant Sebastià | [ 2 ]  |
| IV     | 1944-45 | 01-07-1945 | FC Barcelona (1)    | 3-2      | SEU Madrid           | Camp de Les Corts, Barcelona   | [ 3 ]  |
| V      | 1945-46 | 16-06-1946 | FC Barcelona (2)    | 4-2      | CD Esperanza         | Estadi d'Atotxa, Sant Sebastià | [ 4 ]  |
| VI     | 1946-47 | 07-07-1947 | FC Barcelona (3)    | 8-5      | SEU Barcelona        | Camp de Les Corts, Barcelona   | [ 5 ]  |
| VII    | 1947-48 |            | SEU Barcelona (1)   | 9-5      | Reial Societat       | Pontevedra                     | [ 6 ]  |
| VIII   | 1948-49 | 03-04-1949 | FC Barcelona (4)    | 10-7     | Atlético de Madrid   | Campo Metropolitano de Madrid  | [ 7 ]  |
| IX     | 1949-50 |            | UA Sant Gervasi (1) | 9-5      | Atlético de Madrid   | Campo Metropolitano de Madrid  | [ 8 ]  |
| X      | 1950-51 | 29-04-1951 | FC Barcelona (5)    | 11-9     | UA Sant Gervasi      | Camp de Les Corts, Barcelona   | [ 9 ]  |
| XI     | 1951-52 |            | Reial Madrid (1)    |          | UA Sant Gervasi      |                                |        |
| XII    | 1952-53 |            | UA Sant Gervasi (2) | 8-7      | CF Badalona          | Barcelona                      | [ 10 ] |
| XIII   | 1953-54 |            | Reial Societat (1)  | 2-1      | FC Barcelona         | San Sebastià                   | [ 11 ] |
| XIV    | 1954-55 |            | Reial Madrid (2)    | 9-7      | CD Amaikak Bat       | San Sebastià                   | [ 11 ] |
| XV     | 1955-56 |            | BM Granollers (1)   | 9-3      | Salleko BM           | San Sebastià                   | [ 12 ] |
| XVI    | 1956-57 | 26-05-1957 | FC Barcelona (6)    | 11-5     | BM Traviesas         | Camp de Les Corts, Barcelona   | [ 13 ] |
| XVII   | 1957-58 | 21-06-1958 | BM Traviesas (1)    | 12-9     | Anayak San Sebastian | Estadi de Balaídos, Vigo       | [ 14 ] |
| XVIII  | 1958-59 | 01-02-1959 | BM Granollers (2)   | 17-8     | CE Sabadell          | Camp de Les Corts, Barcelona   | [ 15 ] |

## Palmarès
| Equip                        | Campió | Subcampió | Finals | Anys campió                                          | Anys subcampió   |
| ---------------------------- | ------ | --------- | ------ | ---------------------------------------------------- | ---------------- |
| Futbol Club Barcelona        | 6      | 2         | 8      | 1944-45, 1945-46, 1946-47, 1948-49, 1950-51, 1956-57 | 1943-44, 1953-54 |
| Unió Atlètica Sant Gervasi   | 2      | 2         | 4      | 1949-50, 1952-53                                     | 1950-51, 1951-52 |
| Club Balonmano Granollers    | 2      | 0         | 2      | 1955-56, 1958-59                                     | —                |
| Reial Madrid                 | 2      | 0         | 2      | 1951-52, 1954-55                                     | —                |
| Esperanza Kirol Elkartea     | 1      | 1         | 2      | 1943-44                                              | 1945-46          |
| SEU Barcelona                | 1      | 1         | 2      | 1947-48                                              | 1946-47          |
| SEU Valladolid               | 1      | 0         | 1      | 1941-42                                              | —                |
| Balonmano San Fernando       | 1      | 0         | 1      | 1942-43                                              | —                |
| Atlètic de Madrid            | 0      | 2         | 2      | —                                                    | 1948-49, 1949-50 |
| Club Deportivo Amaikak-Bat   | 0      | 2         | 2      | —                                                    | 1942-43, 1954-55 |
| Frente de Juventudes Águilas | 0      | 1         | 1      | —                                                    | 1941-42          |
| SEU Madrid                   | 0      | 1         | 1      | —                                                    | 1944-45          |